# Dystopia: Road to Utopia
Dystopia: Road to Utopia es el sexto EP coreano del grupo femenino de Corea del Sur Dreamcatcher. Fue lanzado el 26 de enero de 2021 por Dreamcatcher Company. Dystopia: Road to Utopia incluye seis pistas, incluido el sencillo principal «Odd Eye». Este álbum corresponde a la tercera entrega de la serie "Dystopia", después del primer álbum de estudio del grupo Dystopia: The Tree of Language y el quinto EP, Dystopia: Lose Myself, ambos lanzados en 2020.

## Antecedentes y lanzamiento
El 4 de enero de 2021, se informó que Dreamcatcher había estado trabajando en un álbum que conectaba la historia contenida en «Boca», el sencillo principal de su quinto EP, Dystopia: Lose Myself. El 11 de marzo, y tras una serie de misteriosas imágenes, se dio a conocer el calendario del nuevo regreso, confirmando que la fecha de lanzamiento del nuevo miniálbum sería el 26 de enero de 2021 y que su título sería Dystopia: Road to Utopia.
El 18 de enero se reveló el tracklist del nuevo álbum, revelando seis nuevos títulos, incluyendo el título principal llamado «Odd Eye», además de su propia versión instrumental. Este correspondería al primer regreso, después de mucho tiempo, con las siete integrantes de Dreamcatcher nuevamente juntas, tras la vuelta al grupo de Handong después de su paso por el programa chino Youth With You que la tuvo alejada por más de un año del trabajo con el grupo.

## Composición y letras
El sencillo principal, «Odd Eye», es una canción nu metal con un fuerte sonido de rock y elementos del hip hop. Transmite la historia del EP de manera implícita, con una voluntad profunda y fuerte de avanzar una vez más hacia una verdadera utopía. El sitio web Soompi describió «Odd Eye» como "una canción poderosa que mezcla elementos de rock y hip hop. El registro más bajo de un piano se usó para emitir un ambiente sagrado. En el coro, la melodía vocal se superpone con un sonido de guitarra distorsionado, creando un pieza más llamativa".
El álbum fue producido por LEEZ y Ollounder, habituales compositores del grupo, además de contar con la participación de Dami y JiU, miembros del grupo, en la escritura de los temas «New Days» y «4 Memory», respectivamente.

## Rendimiento comercial
El 30 de enero de 2021, Dreamcatcher Company reveló que Dystopia: Road to Utopia había vendido más de 60.000 copias en solo tres días, según las estadísticas entregadas por Hanteo Chart, y las ventas el día del lanzamiento habían superado las ventas de la primera semana del anterior EP, Dystopia: Lose Myself. El miniálbum debutó en el N.º 1 en las listas Gaon Album Chart, convirtiéndolo en el primer álbum del grupo en alcanzar dicha posición. En su primer mes, el EP superó las 90.000 copias vendidas.

## Recepción de la crítica
El sitio web Seoulbeats, en su reseña del álbum, indicó que "Dreamcatcher es uno de esos grupos que ha establecido una identidad musical distinta para sí mismos. Sus canciones contienen elementos del espectro de la música rock que se fusionan con magníficas voces y podrían fácilmente ser la apertura de un animé épico. Con este álbum, Dreamcatcher sale de un territorio familiar. Aunque es un cierre versátil y bien producido para los EP de la línea Dystopia, su versatilidad no logra mantener unido el álbum.".
En el sitio especializado All Kpop, se señaló sobre la pista principal que "«Odd Eye» es una revisión de su sonido de rock clásico. Aunque su último regreso tuvo mucha influencia EDM, esta canción está mucho más centrada en la guitarra, lo que es preferible para el grupo. Las voces de cada miembro brillan claramente en este título, y por eso, felicito al grupo por su asombrosa habilidad para mostrar las fortalezas de cada una de ellas".

## Lista de canciones
| CD    |                          |                            |                                             |                            |          |  |
| N.º   | Título                   | Letras                     | Música                                      | Arreglos                   | Duración |  |
| 1.    | «Intro»                  |                            | LEEZ, Ollounder                             | LEEZ, Ollounder            | 1:31     |  |
| 2.    | «Odd Eye»                | 1월8일, LEEZ, Ollounder    | LEEZ, Ollounder                             | LEEZ, Ollounder            | 3:04     |  |
| 3.    | «Wind Blows» (바람아)    | LEEZ, Ollounder            | LEEZ, Ollounder, 바람아                     | LEEZ, Ollounder, 바람아    | 3:17     |  |
| 4.    | «Poison Love»            | Chairmann, LEEZ, Ollounder | Chairmann, LEEZ, Ollounder                  | Chairmann, LEEZ, Ollounder | 3:57     |  |
| 5.    | «4 Memory»               | JiU, LEEZ, Ollounder       | JiU, LEEZ, Ollounder                        | LEEZ, Ollounder            | 3:08     |  |
| 6.    | «New Days» (시간의 틈)   | Dami, LEEZ, Ollounder      | Dami, HAKU, GIANNIS, LEEZ, Ollounder, ZENUR | LEEZ, Ollounder, ZENUR     | 3:31     |  |
| 7.    | «Odd Eye» (instrumental) |                            | LEEZ, Ollounder                             | LEEZ, Ollounder            | 3:04     |  |
| 21:32 |                          |                            |                                             |                            |          |  |

## Reconocimientos

### Listados
| Publicación   | Lista                             | Ranking  | Ref.   |
| ------------- | --------------------------------- | -------- | ------ |
| Genius Korea  | 2021 Year-End: Top EPs            | 35.º     | [ 13 ] |
| The Bias List | Top K-Pop Albums of 2021 (So Far) | Incluida | [ 14 ] |

## Posicionamiento en listas
| Lista (2021)                     | Mejor posición |
| -------------------------------- | -------------- |
| Corea del Sur (Gaon Album Chart) | 1              |

| Lista (2021)                     | Mejor posición |
| -------------------------------- | -------------- |
| Corea del Sur (Gaon Album Chart) | 80             |

## Historial de lanzamiento
| País          | Fecha               | Formato                         | Sello                             |
| ------------- | ------------------- | ------------------------------- | --------------------------------- |
| Corea del Sur | 26 de enero de 2021 | CD, descarga digital, streaming | Dreamcatcher Company, Genie Music |